# Thallumetus acanthochirus
Thallumetus acanthochirus là một loài nhện trong họ Dictynidae.
Loài này thuộc chi Thallumetus. Thallumetus acanthochirus được Eugène Simon miêu tả năm 1904.